# Ведута, Павел Филиппович
Па́вел Фили́ппович Веду́та (1906—1987) — председатель колхоза имени 22-го съезда КПСС Березовского района Одесской области УССР, дважды Герой Социалистического Труда (1949, 1958).

## Биография
Родился 17 июня (4 июля по старому стилю) 1906 года в селе Журовка, ныне Николаевского района Одесской области. Сын раскулаченного и сосланного с ссылку во Владимирскую губернию в 1920-х годах крупного землевладельца Филиппа Ивановича Ведуты.
Участник Великой Отечественной войны.
Руководимый П. Ф. Ведутой с 1954 по 1977 годы колхоз был одним из передовых в области по урожаю пшеницы и сахарной свёклы. Потом Ведута ушёл на пенсию, оставаясь почётным председателем колхоза.
Член КПСС с 1952 года. Делегат XXII, XXIII и XXIV съездов Компартии Украины и XXV съезда КПСС. Депутат Верховного Совета УССР 6−9-го созывов.
Умер 19 ноября 1987 года
- дважды Герой Социалистического Труда:
  - 24.06.1949 — за высокие урожаи пшеницы,
  - 26.02.1958 — за успехи в развитии сельского хозяйства.
- 3 ордена Ленина (24.06.1949, 6.04.1954; 8.12.1973)
- орден Октябрьской Революции (8.04.1971)
- орден Отечественной войны 2-й степени (11.03.1985)
- 2 ордена Трудового Красного Знамени (3.07.1950; 23.06.1966)
- орден Дружбы народов (12.08.1976)
- медали

## Память

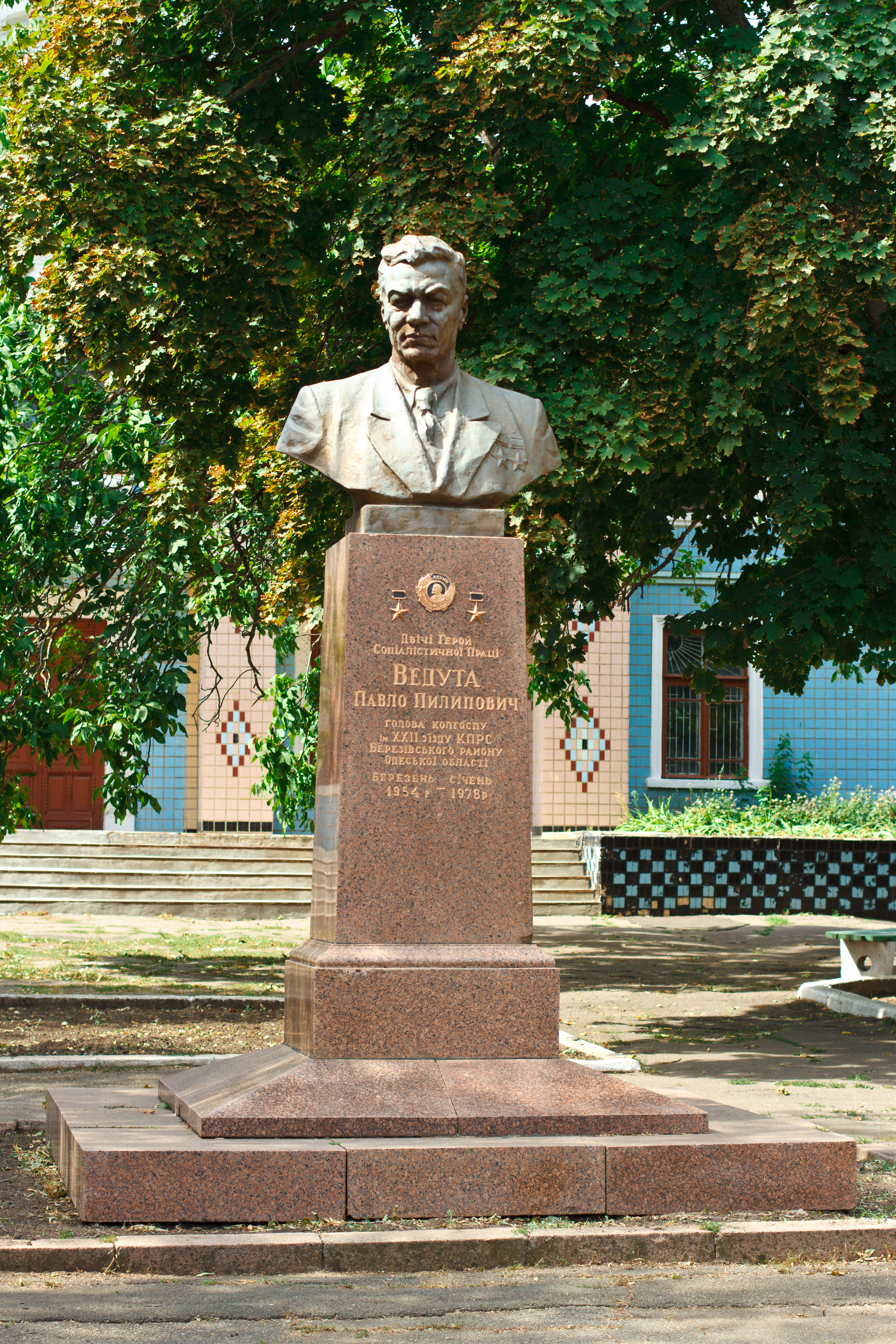
Памятник Ведуте

- В селе Ставковое Березовского района установлен бронзовый бюст.[3]
- В 1963 году были сняты документальные фильмы об открытии бюста П. Ф. Ведуте в с. Ставковое.[4][5]
- В историко-краеведческом музее села Ставковое есть музей, в котором имеются материалы, посвященные Ведуте.[6]
- В Одесской области отмечалось 100-летие со дня рождения П. Ф. Ведуты.[7]